# Sant’Anastasia al Palatino
A Szent Anasztázia-bazilika katolikus imahely Róma központjában, a Palatinus-domb lejtőjén, basilica minor rangban működik. Az olasz fővárosban élő perui és a szír-malabar szertartású indiai közösség nemzeti szentélye. Róma egyik állandó temploma.

## Története
A 4. század első évtizedeiben (325 v. 326) épült, a már létező római építészeten áll, különböző rétegekben a Circus Maximus külső burkolata mellett (tabernae és magánépületek, amelyek egy út mentén álltak a délnyugati lejtőkön) a Palatinus-dombon). Később Sirmiusi Anasztáziának (281–304), egy római nőnek (aki Diocletianus keresztényüldözése alatt szenvedett vértanúságot) nevére szentelték. Már a 499-es zsinat aktáiban titulus Anastasiae néven anyakönyvezték.
A Bazilikát a hagyomány Szent Jeromoshoz köti (4. század) – aki valószínűleg ott lakott és fontos, a Szentföldről ma is őrzött ereklyéket hozott – és Nagy Szent Leó (5. század) prédikációjához.
A templomot többször restaurálták: I. Damáz pápa (366–383), Hilár pápa (461–468), VII. János pápa (705–707), III. Leó pápa (795–816) és IV. Gergely pápa (827–844). A modern templom formáit a Barberini pápának köszönheti, aki 1636-ban rendelte el a helyreállítását. VII. Piusz és IX. Piusz pápa a 19. században további helyreállításokat rendelt el.
A 18. századig ez volt a hamvazószerdán a pápa által vezetett bűnbánati körmenet kiindulópontja, amely a Santa Sabina-bazilikánál ért véget, ahol a nagyböjt első állómiséjét tartották.

## Leírása

### Pier Francesco Mola festményei és aSzent János a sivatagban
Itt őrzik Pier Francesco Mola festményét Keresztelő Szent Jánossal a sivatagban 1658 körül. A templomban Lazzaro Baldi (és munkatársai) nagy mennyiségű vászna és Francesco Trevisani egyik csodálatos festménye található, amely San Turibiót ábrázolja. A bal oldali kereszthajóban látható Angelo Mai filológus és bíboros monumentális sírja, Giovanni Maria Benzoni neoklasszikus szobrász alkotása.

## A 2000-es jubileumi Ifjúsági Világnap megünneplése
A 2000-es jubileum idején Rómában megrendezett Ifjúsági Világtalálkozó alkalmából ebben a templomban hatalmas sekrestyét állítottak fel, amelyben 700 000 darab ostyát őriztek, amelyből tízezreket a Circus Maximusban tartott ünnepségeken áldoztattak meg.

## Az örökös eucharisztia szentségimádás megünneplése
A Sant'Anastasia volt az első gyülekezet Rómában, amelyben 2001. március 2-án vette kezdetét az örökös eucharisztikus szentségimádás gyakorlása.

## Bibliográfia
- Alessandra Cerrito: Contributo allo studio del titulus Anastasiae in Federico Guidobaldi, Olof Brandt és Philippe Pergola (szerk.): Marmoribus vestita. Miscellanea in onore di Federico Guidobaldi, Studi di antichità cristiana 63, Città del Vaticano, Pontificio Istituto di archeologia cristiana, 2011 ISBN 978-88-85991-53-8
- Giovan Battista Fidanza (2010). Le vicende artistiche della chiesa di Sant'Anastasia al Palatino nel Seicento: una verifica con la Visita Apostolica del 1727. Bollettino d'Arte 6: 123–144. o. ISSN 0391-9854
- Andrea Carandini és Daniela Bruno: La casa di Augusto. Dai "Lupercalia" al Natale, Bari, Laterza, 2008 ISBN 88-420-8641-X

## Fordítás
Ez a szócikk részben vagy egészben  a    Basilica di Sant'Anastasia al Palatino  című olasz Wikipédia-szócikk ezen változatának fordításán alapul.  Az eredeti cikk szerkesztőit annak laptörténete sorolja fel. Ez a jelzés csupán a megfogalmazás eredetét és a szerzői jogokat jelzi, nem szolgál a cikkben szereplő információk forrásmegjelöléseként.